# Орлова, Раиса Давыдовна
Раиса Давыдовна Орлова-Копелева (в девичестве Либерзон; 23 июля 1918, Москва — 31 мая 1989, Кёльн) — русская советская, позже германская писательница, литературовед, литературный критик.

## Биография
Родилась в семье работника издательства Давида Григорьевича (Герцовича) Либерзона (1888—1960), уроженца местечка Ковшеватое Таращанского уезда, выпускника Киевского коммерческого института; мать — Сусанна Михайловна Либерзон (в девичестве Авербух, 1890—1975), стоматолог.
Окончила в 1940 году литературный факультет МИФЛИ. В 1940—1947 годах работала во Всесоюзном обществе культурных связей с заграницей (ВОКС), в 1942 году вступила в ВКП(б). В 1951 году окончила аспирантуру Института Мировой литературы им. Горького.
В 1951—1953 годах была преподавателем литературы в Таллинском педагогическом институте, а в 1953—1955 годах — в Московском областном педагогического института им. Крупской.
В 1955—1961 годах работала в редакции журнала «Иностранная литература».
Первый муж — поэт и военный корреспондент Леонид Шершер — погиб на фронте во время Великой Отечественной войны. В 1956 году она вышла замуж за Льва Копелева.
С 1959 года была членом Союза писателей СССР, с 1961 года публиковала статьи в журналах «Иностранная литература», «Новый мир», «Вопросы литературы» и других, был опубликован ряд её книг. Также читала лекции от общества «Знание» и Союза писателей в университетах и библиотеках в различных городах СССР.
Вместе с Копелевым выступала в защиту преследуемых Б. Пастернака, И. Бродского, А. Синявского и Ю. Даниэля, А. Солженицына, А. Сахарова.
С середины 1970-х годов лекционная работа и публикации прекратились.
В ноябре 1980 года вместе с мужем Л. Копелевым Раиса выехала по приглашению Г. Бёлля в ФРГ. В январе 1981 года оба они были лишены гражданства СССР.
Являлась членом международного Пен-клуба, а также Пен-клуба и Союза писателей ФРГ. С 1981 года до февраля 1989 года читала лекции в университетах ФРГ, США, Швейцарии, Австрии.
С 1967 года, вплоть до эмиграции, Р. Д. Орлова и Л. З. Копелев проживали в ЖСК «Советский писатель»: Красноармейская улица, д. 21 (1967—1976) и в д. 29 (1977—1980).
Похоронена на Донском кладбище в Москве, в родственной  могиле.

## Семья
- Первый муж — Леонид Рафаилович Шершер (1916—1942), поэт-ифлиец, военный корреспондент.
  - Дочь — Светлана Леонидовна Ива́нова (род. 1940), художница, была замужем за филологом Вячеславом Ива́новым.
- Дочь (от второго брака) — Мария Николаевна Орлова[9][10], математик.
- Третий муж — Лев Зиновьевич Копелев, литературовед, прозаик.
- Сестра — Валерия Давыдовна Медвинская (1923—2001), преподавала английский язык на юридическом факультете МГУ, автор учебников «Учебное пособие по английскому языку для студентов-экономистов» (1979), «Английский язык для экономистов» (с Г. И. Рожковой, 1983).